# Бернгард, Эдгар Антонович

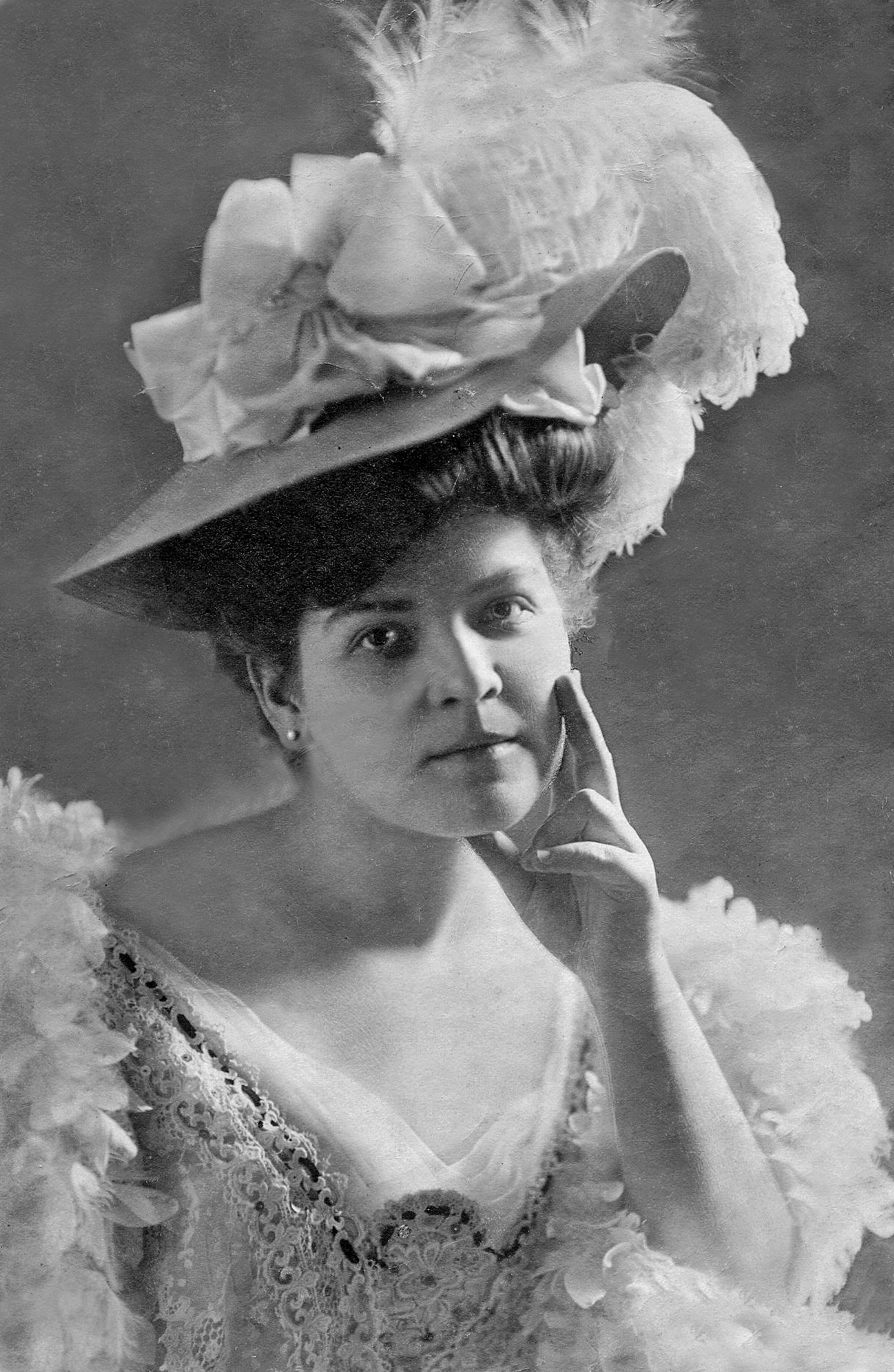
Ванда Тшаска, Мюнхен, около 1907 года

Эдгар Антонович Бернгард (27 января 1885 года, Санкт-Петербург, Российская империя — 1950 (1951) год, Кишинёв, Молдавская ССР, СССР) — театральный художник, Заслуженный деятель искусств Чечено-Ингушской АССР, член Союза художников СССР с 1939 года.

## Биография
Эдгар Бернгард родился в семье Антона Богдановича Бернгарда, инженера путей сообщения, действительного статского советника. Эдгар Антонович окончил реальное училище Богинского в Санкт-Петербурге. С 1904 года жил в Германии. Выпускник Мюнхенской академии художеств. Окончил школу Антона Ашбе, изучал историю костюма и сценическое искусство.
В 1908 году в Мюнхене обвенчался с польской пианисткой Вандой Тшаской. В 1909 году, там же, в Мюнхене, у супругов родился сын, впоследствии известный советский художник Олег Бернгард.
В 1914 году, после начала Первой Мировой войны и усиления в Германии антирусских настроений, Бернгарды, как русские подданные, вынуждены были эмигрировать в Швейцарию, а в следующем году через Англию и Норвегию — в Петроград.
В 1918 году Эдгар Антонович был мобилизован в Красную армию. Служил в политпросвете Балтийского флота.
После демобилизации в 1921 году работал в Петроградских (Ленинградских) театрах. Затем был главным художником и художником-постановщиком Киевского и Казанского академических театров, театров Пятигорска, Николаева, Грозного, Таганрога, Ростова-на-Дону, Кишинёва.
В 1934—1944 годах работал главным художником Грозненского драматического театра. В 1939 году был избран заместителем председателя Союза художников Чечено-Ингушетии и занимал эту должность до 1944 года. В 1944 году стал главным художником Таганрогского драматического театра имени Чехова. Последние годы жизни работал в Кишинёве, где и был похоронен.
Внёс значительный вклад в становление и развитие театрально-декорационного искусства Чечено-Ингушетии.